# Šerm na Letních olympijských hrách 1968
Šerm na Letních olympijských hrách 1968.

## Medailisté

### Muži
| Kategorie            | Zlato | Stříbro | Bronz |
| -------------------- | --- | --- | --- |
| Fleret - jednotlivci | Ionel Drâmbă · Rumunsko (ROU)                                                                              | Jenő Kamuti · Maďarsko (HUN)                                                                                       | Daniel Revenu · Francie (FRA)                                                                                  |
| Kord - jednotlivci   | Győző Kulcsár · Maďarsko (HUN)                                                                             | Grigorij Kriss · Sovětský svaz (URS)                                                                               | Gianluigi Saccaro · Itálie (ITA)                                                                               |
| Šavle - jednotlivci  | Jerzy Pawłowski · Polsko (POL)                                                                             | Mark Rakita · Sovětský svaz (URS)                                                                                  | Tibor Pézsa · Maďarsko (HUN)                                                                                   |
| Fleret - družstvo    | Francie (FRA) · Daniel Revenu · Gilles Berolatti · Christian Noël · Jean-Claude Magnan · Jacques Dimont    | Sovětský svaz (URS) · German Svešnikov · Jurij Šarov · Vasyl Stankovyč · Viktor Puťatin · Jurij Sisikin            | Polsko (POL) · Witold Woyda · Zbigniew Skrudlik · Ryszard Parulski · Egon Franke · Adam Lisewski               |
| Kord - družstvo      | Maďarsko (HUN) · Csaba Fenyvesi · Zoltán Nemere · Pál Schmitt · Győző Kulcsár · Pal Nagy                   | Sovětský svaz (URS) · Grigorij Kriss · Josif Vitebskij · Alexej Nikančikov · Jurij Smoljakov · Viktor Modzalevskij | Polsko (POL) · Bohdan Andrzejewski · Michał Butkiewicz · Bohdan Gonsior · Henryk Nielaba · Kazimierz Barburski |
| Šavle - družstvo     | Sovětský svaz (URS) · Vladimir Nazlymov · Viktor Siďak · Eduard Vinokurov · Mark Rakita · Umar Mavlichanov | Itálie (ITA) · Wladimiro Calarese · Michele Maffei · Cesare Salvadori · Pierluigi Chicca · Rolando Rigoli          | Maďarsko (HUN) · Tamás Kovács · János Kalmár · Péter Bakonyi · Miklós Meszéna · Tibor Pézsa                    |

### Ženy
| Kategorie            | Zlato | Stříbro | Bronz |
| -------------------- | --- | --- | --- |
| Fleret - jednotlivci | Jelena Novikovová · Sovětský svaz (URS)                                                                                        | Pilar Roldánová · Mexiko (MEX)                                                                                        | Ildikó Ujlakiová-Rejtőová · Maďarsko (HUN)                                                                    |
| Fleret - družstvo    | Sovětský svaz (URS) · Alexandra Zabelinová · Taťjana Samusenková · Jelena Novikovová · Galina Gorochovová · Svetlana Čirkovová | Maďarsko (HUN) · Lídia Sákovicsová · Ildikó Bóbisová · Ildikó Ujlakiová-Rejtőová · Maria Jarmy · Paula Marosi-Foldesi | Rumunsko (ROU) · Katalin Jencsiková · Ileana Drâmbăová · Maria Vicolová · Olga Szabóová-Orbánová · Ana Eneová |

### Přehled medailí
| Pořadí | Země                | Zlato | Stříbro | Bronz | Celkově |
| ------ | ------------------- | ----- | ------- | ----- | ------- |
| 1.     | Sovětský svaz (URS) | 3     | 4       | 0     | 7       |
| 2.     | Maďarsko (HUN)      | 2     | 2       | 3     | 7       |
| 3.     | Polsko (POL)        | 1     | 0       | 2     | 3       |
| 4.     | Francie (FRA)       | 1     | 0       | 1     | 2       |
| 4.     | Rumunsko (ROU)      | 1     | 0       | 1     | 2       |
| 6.     | Itálie (ITA)        | 0     | 1       | 1     | 2       |
| 7.     | Mexiko (MEX)        | 0     | 1       | 0     | 1       |